# Cidariophanes joya
Cidariophanes joya là một loài bướm đêm trong họ Geometridae.